# Giampiero Dalle Vedove
Giampiero Dalle Vedove (Cremona, 24 de agosto de 1946-Alessandria, 9 de marzo de 2016) fue un futbolista italiano que jugaba en la demarcación de centrocampista.

## Biografía
Tras formarse en las filas inferiores del club, finalmente debutó como futbolista profesional con el US Alessandria Calcio 1912 en 1964 en la Serie B. Jugó en el equipo durante tres temporadas, ya que en 1967 el equipo descendió de categoría. Fue traspasado por dos años al Foggia Calcio, donde consiguió un cuarto puesto en la Serie B en su primera temporada. También jugó para el SPAL 2013, AC Perugia y para el FC Bari antes de volver al US Alessandria Calcio 1912, que seguía disputando sus partidos en la Serie C. En su primera temporada en su segunda etapa en el club, devolvió al club a la Serie B tras quedar en primera posición. Finalmente jugó para el Varese CSSD y para el AC Pistoiese, donde se retiró como futbolista.
Falleció el 9 de marzo de 2016 en Alessandria a los 69 años de edad.

## Clubes
| Club                       | País   | Año         | Partidos | Goles |
| -------------------------- | ------ | ----------- | -------- | ----- |
| US Alessandria Calcio 1912 | Italia | 1964 - 1967 | 60       | 1     |
| Foggia Calcio              | Italia | 1967 - 1969 | 52       | 2     |
| SPAL 2013                  | Italia | 1969 - 1970 | 28       | 3     |
| AC Perugia                 | Italia | 1970 - 1971 | 31       | 4     |
| FC Bari                    | Italia | 1971 - 1973 | 67       | 6     |
| US Alessandria Calcio 1912 | Italia | 1973 - 1975 | 66       | 15    |
| Varese CSSD                | Italia | 1975 - 1976 | 31       | 3     |
| AC Pistoiese               | Italia | 1976 - 1978 | 36       | 3     |

### Campeonatos nacionales
| Título  | Club                       | País   | Año  |
| ------- | -------------------------- | ------ | ---- |
| Serie C | US Alessandria Calcio 1912 | Italia | 1974 |
| Serie C | AC Pistoiese               | Italia | 1977 |